# Hey Bulldog
«Hey Bulldog» es una canción de The Beatles que aparece en la banda sonora de la película Yellow Submarine en 1969. Escrita principalmente por John Lennon pero acreditada a Lennon-McCartney, la canción fue grabada durante la filmación del vídeo promocional de       "Lady Madonna", y es una de las pocas canciones de los Beatles en incluir un riff de piano. 
«Hey Bulldog» tiene el "honor" de ser la primera sesión de grabación a la que acudió Yoko Ono. Posteriormente, Lennon declaró que se sintió avergonzado al llevar a Yoko al estudio para la grabación de una canción descrita por él mismo como ligera y absurda. La canción también fue publicada años después en el álbum Yellow Submarine Songtrack, donde la voz de John Lennon se escucha con mucho eco. Por esta razón, muchos fanáticos consideran a Hey Bulldog una de las canciones más interesantes de dicho álbum.
Esta canción tiene la particularidad de ser una de las pocas en donde McCartney hace la armonía baja y no la alta como era costumbre, otros ejemplos son Come Together y I Don't Want to Spoil the Party

## Otras versiones
"Hey Bulldog" ha sido versionada por Fanny, Jim Schoenfeld, Tea Leaf Green, Miles Kane, Eric McFadden, Ween, Elvis Costello, Honeycrack, Ian Moore, Gomez, Rolf Harris, Toad the Wet Sprocket, Firewater, Alice Cooper, The Gods, Skin Yard, U-Melt, Dave Matthews, Paddy Milner, Of Montreal, Manfred Mann's Earth Band, The Golden Ticket, Dave Matthews & Friends como también The Roots, Jack Knife (Martín, Guido, Damore, Lisa, Nacho), Los Rabanitos , Dave Grohl y Sargento Chabacano.

## Créditos[1]
- John Lennon - voz principal, coros, piano (Steinway Vertegrand) y guitarra rítmica (Epiphone Casino).
- Paul McCartney - voz principal, coros, bajo (Rickenbacker 4001s) y pandereta.
- George Harrison - guitarra principal (Gibson SG Standard).
- Ringo Starr - batería (Ludwig Super Classic).